# Ozren Bonačić
Ozren Bonačić, född 5 januari 1942 i Zagreb, är en före detta jugoslavisk vattenpolospelare. Han tog OS-silver 1964 och OS-guld 1968 med Jugoslaviens landslag.
Bonačić spelade sex matcher i den olympiska vattenpoloturneringen i Tokyo där Jugoslavien tog silver. Han spelade sedan nio matcher och gjorde sex mål i den olympiska vattenpoloturneringen i Mexico City som Jugoslavien vann. I den olympiska vattenpoloturneringen i München spelade han nio matcher och gjorde fyra mål. Jugoslavien var femma i München. Ytterligare en femteplats blev det i den olympiska vattenpoloturneringen i Montréal där Bonačić spelade åtta matcher och gjorde sex mål.